# 家族ネットワーク
『家族ネットワーク 遠距離家族の「愛」の物語』は、1994年1月3日に放送されたテレビドラマ。

## 放送時間
- 月曜21:00 - 22:54（JST）

## スタッフ
- 脚本：岩佐憲一
- 演出：松本健（テレビ朝日入社第1作）
- プロデューサー：小関明、松本健

## キャスト
- 大塚修二：古谷一行（特別出演）
- 大塚千香子：鶴田真由
- 榊原利彦
- 島田信孝：西島秀俊
- 時任三郎
- 別所哲也
- 世良公則
- 香取貴子：高橋ひとみ
- 小田茜
- 辺見えみり
- 真弓：有森也実
- 富田靖子
- 吉田照美
- 彦摩呂
- 板谷祐三子
- 松本洋奈
- 松田聖子
- 白川由美
- 大塚月子：篠ひろ子

| スタブアイコン | サブスタブ | この項目は、まだ閲覧者の調べものの参照としては役立たない、テレビ番組に関連した書きかけの項目です。この項目を加筆・訂正などしてくださる協力者を求めています（P:テレビ/PJ:放送または配信の番組）。 |